# Convento de la Encarnación (Brozas)
El convento de Nuestra Señora de los Remedios es un convento en ruinas ubicado en la villa española de Brozas, en la provincia de Cáceres. Fue construido en el siglo XVII como convento para monjas clarisas, quienes lo ocuparon hasta su exclaustración en 1835.
Se ubica en el cruce de las calles Francisco Lizaur y Monjas. El edificio forma parte desde 2016 del conjunto histórico bien de interés cultural de la villa de Brozas.

## Historia
El convento fue fundado a finales del siglo XVI en las disposiciones testamentarias de frey Alonso Flores, prior de Magacela de la orden de Alcántara y natural de Brozas; el templo barroco y las dependencias conventuales se construyeron en el primer tercio del siglo XVII, bajo la dirección de Gaspar López, maestro mayor de la Orden de Alcántara. El convento fue habitado por monjas clarisas hasta 1835, cuando tuvo lugar la exclaustración por la desamortización de Mendizábal. No era un convento muy grande ya que, según el Interrogatorio de la Real Audiencia de Extremadura de 1791, aquel año solamente lo habitaban seis monjas. Tras la desamortización, se utilizó como fragua, secadero de tabaco y establo, quedando el edificio en ruinas. Actualmente alberga una vivienda privada y una cuadra.

## Descripción
De estilo barroco, el complejo únicamente conserva el claustro y parte de la iglesia, a la que se adosan los pilares y arranques de dos grandes arcos de medio punto. La fábrica del convento es de mampostería, reforzada con sillares en las esquinas, presentando en su fachada un gran escudo en esquina. La portada es de medio punto, muy sencilla. La fachada tiene huecos pequeños y de disposición irregular.